# Цезарь (собака)
Це́зарь из Но́ттса (англ. Caesar of Notts; 1898—1914) — жесткошёрстный фокстерьер, принадлежавший королю Эдуарду VII, а после его смерти — его вдове Александре.
Цезарь был выведен в питомнике герцогини Ньюкасл, подарен королю бароном Дадли в 1903 году и стал его постоянным спутником. После смерти короля в 1910 году Цезарь шёл во главе похоронной процессии, при этом оставив позади себя девять королей и других глав государств. Цезарь позировал для картин, а также для резной каменной фигурки, созданной фирмой Фаберже.

## Биография
Цезарь появился на свет в питомнике герцогини Ньюкасл в 1898 году; матерью щенка была сука по кличке Кеклер, принадлежавшая герцогине. Цезарь был подарен королю Эдуарду VII 12-м бароном Дадли вскоре после того, как в 1903 году умер, подавившись едой, предыдущий любимец короля — ирландский терьер Джек. Став питомцем короля, Цезарь получил себе в услужение лакея, который следил за чистотой собаки; Цезарю было позволено спать в кресле рядом с кроватью короля. С первого дня обитания в королевском дворце пёс носил ошейник с надписью «Я — Цезарь. Я принадлежу королю». Король быстро привязался к новому питомцу, и они стали практически неразлучны.
Цезарь всегда приветствовал короля заливистым лаем. Король часто говорил: «Ты как твой старый хозяин, да?», а собака прыгала вверх и вниз в волнении. Эдуард никогда не бил Цезаря, но часто замахивался в его сторону прогулочной тростью и называл «непослушной собакой». Чарльз Хардинг позднее вспоминал о времени, проведённом с собакой на королевской яхте: «Когда я входил в каюту короля, эта собака всегда подбегала к моим брюкам и терзала их к большой радости короля. Я привык не обращать внимание на это и продолжал говорить, всё время обращаясь к королю, что, как я думаю, ещё больше веселило Его Величество». Цезарь приносил королю не только радость, но и неприятности. Однажды, когда король находился в Мариенбаде, Цезарь сбежал от него и стал преследовать белого павлина, а в другой раз растерзал двух кроликов, принадлежавших дочерям лорда Редесдейла. Во время визита в Мариенбад Цезарь заболел, и король намеревался послать за лондонским ветеринаром, услуги которого обошлись бы короне в 200 фунтов в день. Хранитель личной казны короля с трудом уговорил Эдуарда отказаться от этой идеи, и лечением собаки занялся ветеринар из Вены. Некоторые из приближённых короля недолюбливали Цезаря. Так, Вайолет, дочь любовницы Эдуарда VII Алисы Кеппел, признавалась, что ненавидела эту собаку, потому что та забиралась к ней на колени и, несмотря на ежедневное мытьё, «воняла». Тем не менее, король Эдуард VII очень любил своего питомца и поручил своему личному помощнику Лоуренсу Райтсону присмотреть за Цезарем, если король скончается раньше собаки.

### После смерти короля

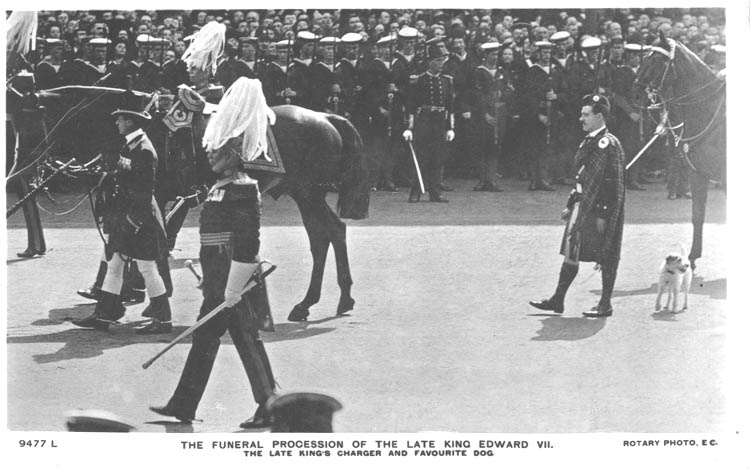
Цезарь на похоронах короля Эдуарда VII

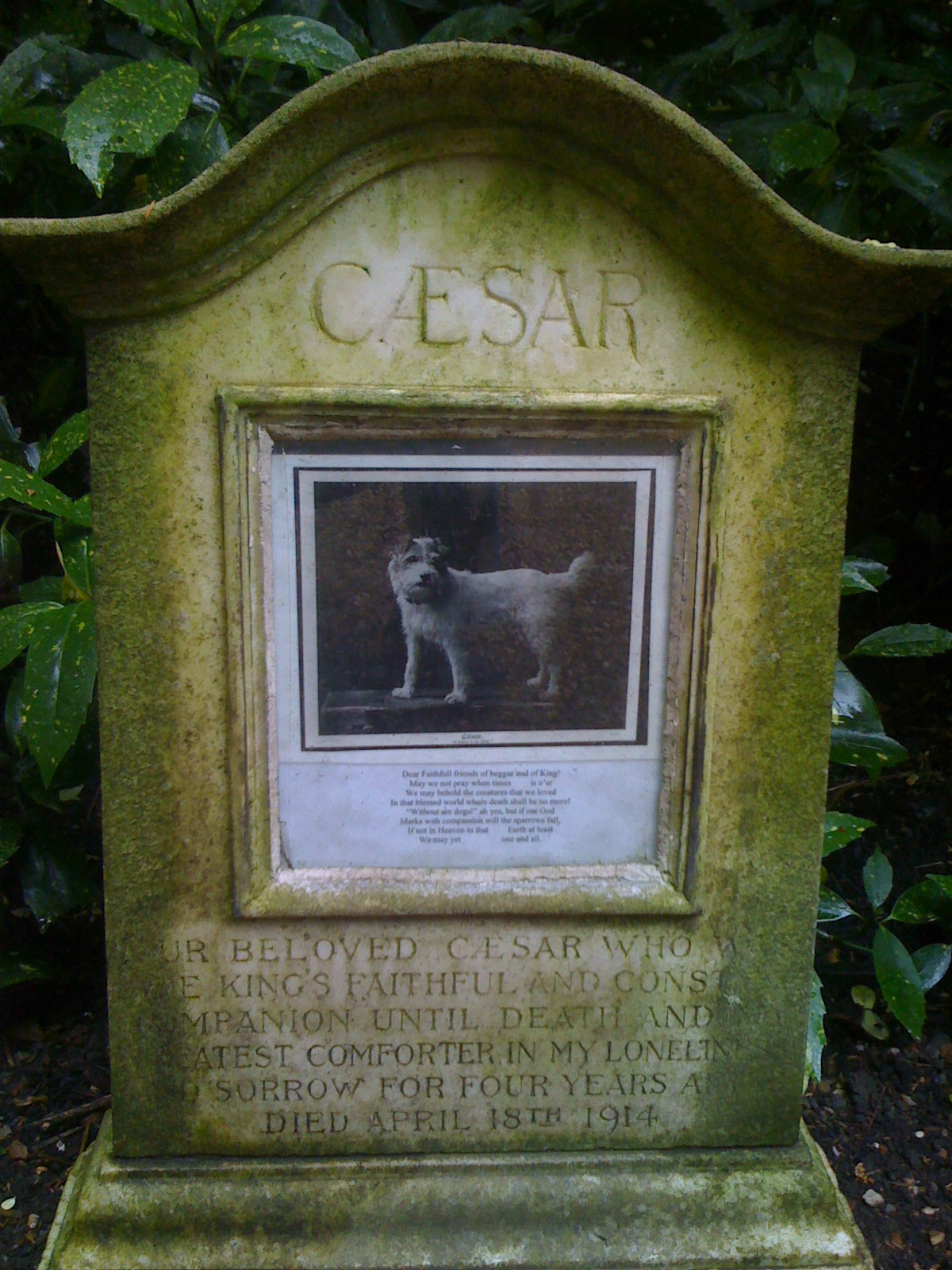
Могила Цезаря в Мальборо-хаус

Король умер 6 мая 1910 года. Цезарь, потерявший любимого хозяина, сначала отказывался от еды и целыми днями жалобно скулил под дверью королевской спальни, куда его теперь не пускали. Однажды Цезарю удалось прорваться в спальню Эдуарда VII, где королева Александра нашла его прятавшимся под кроватью. Под руководством вдовы короля Цезаря удалось заставить есть и вернуть к нормальной жизни. Цезарь присутствовал на похоронах Эдуарда VII: он шёл во главе траурной процессии прямо перед повозкой с гробом короля, сопровождаемый хайлендером, оставив позади нового короля, его семью и членов других королевских семей. Тот факт, что собака оказалась выше по положению нежели сразу несколько монархов, вызвал неодобрение кайзера Вильгельма II.
После смерти хозяина Цезарь остался в королевской семье. Давняя любовница Эдуарда VII Алиса Кеппел, знавшая о том, что королева Александра не любит собак, поинтересовалась у неё, что будет с питомцем её покойного супруга. Александра же вопреки обыкновению увлеклась уходом за терьером и пристрастилась баловать собаку всякими угощениями, признаваясь друзьям, что таким образом она навёрстывает то, что недодала королю.
В апреле 1914 года Цезарь заболел и перенёс серьёзную операцию, после которой вскоре умер. Он был похоронен на королевском кладбище домашних животных в Мальборо-хаус — резиденции Эдуарда VII в бытность его принцем Уэльским. Каменная статуя Цезаря, установленная после его смерти, располагается у могилы короля Эдуарда VII в Виндзорском замке. Установка этой статуи стала символическим воссоединение Цезаря с любимым хозяином.

## В культуре и искусстве
По приказу короля фирмой Фаберже была создана резная каменная фигурка Цезаря. По некоторым данным Цезарь был вместе с королём в поместье в Норфолке в декабре 1897 года, когда мастер фирмы Фаберже представил восковые модели животных, среди которых была модель Цезаря. Фигурка так понравилась королю, что он приказал изготовить такую же из благородного камня. Конечная версия фигурки собаки была изготовлена из халцедона, глаза каменной собаки были сделаны из рубинов, а уменьшенная копия ошейника Цезаря — из золота и эмали. Король так и не увидел творение Фаберже: он умер раньше, чем была завершена работа по созданию фигурки. Позднее фигурку выкупила Маргарет Гревиль, а затем подарила её вдове Эдуарда VII, королеве Александре, которая заботилась о собаке после смерти мужа.
В течение месяца после похорон короля была опубликована книга «Где хозяин?», в которой от первого лица рассказывалось то, что происходило с Цезарем между смертью и похоронами Эдуарда VII. Эта книга вызвала гнев новой королевы, но оказалась весьма успешной и пережила девять переизданий в первый год.
По приказу Эдуарда VII художник Рубен Уор Бинкс написал портрет Цезаря. После смерти короля был создан ещё один портрет Цезаря, на этот раз Мод Эрл, ранее писавшей ирландского терьера короля. Картина, названная «Тихая печаль», изображает Цезаря положившим голову на любимое кресло короля. Сохранилась совместная фотография Эдуарда VII с Цезарем, сделанная в 1908 году.
Компания Ричарда Штайффа, участвовавшая в создании мишки Тедди, производила мягкие игрушки, основанные на внешнем виде Цезаря приблизительно в 1910 году.